# La baby sister
La baby sister es una telenovela colombiana realizada por Teleset para el Canal Caracol en el año 2000. Sus protagonistas eran Paola Rey y Víctor Mallarino y como antagonistas Marcela Gallego y Manuela González.
Las grabaciones de la telenovela comenzaron el 12 de junio de 2000 y finalizaron el 26 de enero de 2001, y se estrenó el 27 de septiembre de 2000.

## Sinopsis
Marta Parejo y Daniel Luna una pareja que parece ser perfecta. Él es abogado y profesor de una prestigiosa universidad y ella es una psicóloga de parejas que escribe libros sobre teorías amorosas y sexuales. Sin embargo, todo se viene abajo cuando Marta cuenta en un libro que su marido es un auténtico inexperto en la cama. A este hecho que enturbia la relación, se añade una presunta aventura extraconyugal de Daniel con una estudiante llamada Verónica Dávila, pero que en realidad esta obsesionada con el profesor levantado rumores y la aparición de Fabianita Rivera, una joven y hermosa niñera contratada por el matrimonio.

## Elenco
- Paola Rey ... Fabiana Rivera [8]
- Víctor Mallarino ... Daniel Luna [9]
- Marcela Gallego ... Marta Parejo
- Víctor Hugo Cabrera ... Reinaldo
- Nórida Rodríguez ... Leticia
- Patricia Grisales ... Roselia de Rivera
- Hugo Gómez ... Fidel Rivera
- Astrid Hernández ... Angie
- Sergio Borrero ... Esteban
- Sebastián Sánchez ... Giovanny Rivera
- Cecilia Navia ... Pili Guaquetá
- Manuela González ... Verónica Dávila
- Carolina Sarmiento .... Mireya
- Andrés Felipe Martínez ... Jorge Camargo
- Ernesto Benjumea ... Roberto Villa
- Alberto Saavedra ... Sr. Paipa
- Luis Fernando Salas ... Edwin Paipa
- María Margarita Giraldo ... Ofelia
- Manuel Busquets ... Manuel Parejo
- Isabel Campos ... Elena de Parejo
- Manuela Bolívar ... Valentina Luna
- Jeofrey Roffell ... Vicente Luna
- Ana María Abello ... Catalina 'Cata'
- Darío Acosta ... Kendall
- Félix Antequera ... Johnny
- Anderson Balsero ... Comanche
- Saín Castro ... Emiliano Rivera
- Maurizio Konde ... Conductor
- Humberto Dorado ... Dr. Vargas
- Tita Duarte ... Sra. Paipa
- Raúl Gutiérrez ... Dr. Acuña, abogado
- Mauricio Figueroa ... Omar 'El Iluminado'
- Diana Hare ... Inés
- Flavio León
- Ramiro Meneses ... José Gabriel
- Alejandra Miranda ... Isabel
- Angeline Moncayo ... Sofía Pelvis
- Edgardo Román ... Dr. Andrés Posada
- Juan David Sánchez ... Chachán Rivera
- Adriana Vera ... Dr. Luisa
- Adrian Sayari Sanchez Coccaro ... Celador
- Maria Fernanda Yepes

## Ficha técnica
- Producción General: Juana Uribe
- Dirección: Andrés Marroquín / Juan Pablo Posada
- Idea Original: Juana Uribe
- Libretos: Ana María Londoño / Jörg Hiller / Camila Misas
- Producción Ejecutiva: Andrés Posada
- Director de Fotografía: Javier Garzón / Rafael Puentes
- Dirección de Arte: German Lizarralde / Diego Guarnizo / Felipe Sánchez
- Edición: Isabel Cristina Méndez / Marcela Vásquez / Rafael Pinaud
- Casting: Liliana García
- Música Original: Nicolás Uribe

## Premios

### Premios India Catalina
- Mejor telenovela
- Mejor actriz de reparto de telenovela o serie: Marcela Gallego
- Mejor actriz o actor revelación del año: Sebastián Sánchez

### Premios INTE
- Mejor cabezote
- Mejor música de telenovela (Dímelo)